# 新衫魚
新衫魚（学名：Neonesthes capensis）为輻鰭魚綱巨口鱼目巨口鱼科的其中一種。分布於全球三大洋海域，為深海魚類，棲息深度70-1650公尺，體長可達17公分，屬肉食性，以魚類及甲殼類為食。
其种加词“capensis”意为“南非开普省的/好望角的”。